# Hendrik Pilgrum Marius Cato van Ingen
Jhr. mr. Hendrik Pilgrum Marius Cato van Ingen (Kampen, 14 februari 1816 – aldaar, 3 juli 1874) was burgemeester van Gramsbergen van 1852 tot 1854 en van Steenwijkerwold van 1854 tot 1864.
Van Ingen werd op 14 februari 1816 in Kampen geboren als lid van de familie Van Ingen en als zoon van jhr. Rudolph van Ingen (1791–1839) en diens eerste echtgenote Maria Catharina de Vriese (1791–1816). Hij studeerde rechten in Utrecht en werd in 1851 beëdigd als advocaat bij de Provinciale Gerechtshoven van Overijssel en Gelderland. Op 27 januari 1852 werd hij benoemd tot burgemeester van Gramsbergen en op 16 februari ging hij daar wonen. Op 28 februari 1854 werd hij benoemd tot burgemeester van Steenwijkerwold, een functie die hij tien jaar vervulde.
In 1869 trouwde hij met jkvr. Aleida Willemiena Flora Frederieke van Spengler (1828–1911), lid van de familie Van Spengler, uit welk huwelijk geen kinderen werden geboren. Ze woonden in Kampen, waar hij op 3 juli 1874 overleed. Zij hertrouwde in 1882 met kolonel Elisa Maria Adriaan Bijleveld (1829–1907) en hoofd van het Bureau der Zaken van Weldadigheid van Koningin Emma.